# Eischnecken
Die Eischnecken (Ovulidae) sind eine Familie ausschließlich mariner Schnecken. Sie ernähren sich von sessilen Tieren, vor allem Nesseltieren. Erste Vertreter der Ovuliden erscheinen im Fossilbericht bereits in Ablagerungen der Unter-Kreide.

## Merkmale
Die Gehäuse sind rechts gewunden und konvolut, d. h. die letzte angelegte Windung umgreift die vorige Windung fast vollständig. Die Mündung ist meist schmal und lang und erstreckt sich über die gesamte Gehäusehöhe. In wenigen Formen kann sie auch ohrförmig verbreitert sein. Sehr häufig sind Ober- und Unterseite durch sog. Siphonalrinnen stark verlängert. Das Gehäuse kann bei diesen Formen spindelförmig werden. Ansonsten sind auch kugelige und eiförmige Gehäuse bekannt. Die Schale ist meist glatt und glänzend. Der Fuß ist mäßig groß mit einem ebenfalls nur mäßig großen Propodium. Der Mantel ist oft gefärbt und trägt das Farbmuster des Gehäuses. Der Eingeweidesack ist verhältnismäßig kurz. Der Kopf besitzt eine Schnauze und die Radula ist relativ lang. Die Augen sitzen auf Verdickungen der Fühler. Die Vertreter der Familie sind, mit ganz wenigen Ausnahmen getrenntgeschlechtlich. Ein Operculum ist nicht vorhanden, wird jedoch in der Frühontogenese angelegt und später wieder reduziert. Die ontogenetische Entwicklung erfolgt über eine planktonfressende Veliger-Larve.

## Verbreitung und Lebensweise
Die Ovulidae sind typische Bewohner der tropischen und subtropischen Gewässer. Nur wenige Arten kommen noch außerhalb dieses Bereichs vor. Sie leben vom Küstenbereich bis in die Tiefsee; die meisten Arten leben jedoch in den durchlichteten Flachwasserbereichen. Die Schnecken sind mit Nesseltieren vergesellschaftet, deren Polypen sie abweiden.
Zu den im Atlantik verbreiteten Arten gehören unter anderem Simnia spelta und Simnia patula.

## Systematik
Die Familie wird nach Bouchet & Rocroi (2005) in fünf Unterfamilien unterteilt: Ovulinae Fleming, 1822, †Cypraediinae Schilder, 1927, Jenneriinae Thiele, 1929, Pediculariinae Gray, 1853 und Pseudocypraeinae Steadman & Cotton, 1943. Diese Unterteilung wird von Fehse (2007) abgelehnt. Er schlägt eine Untergliederung in vier Unterfamilien vor:
- Ovulinae Fleming, 1822
- Prionovolvinae Fehse, 2007
- Aclyvolvinae Fehse, 2007
- Simniinae Schilder, 1925

Die Peduculariinae werden als eigenständige Familie interpretiert; Jenneria und Pseudocypraea werden mit eingeschlossen.

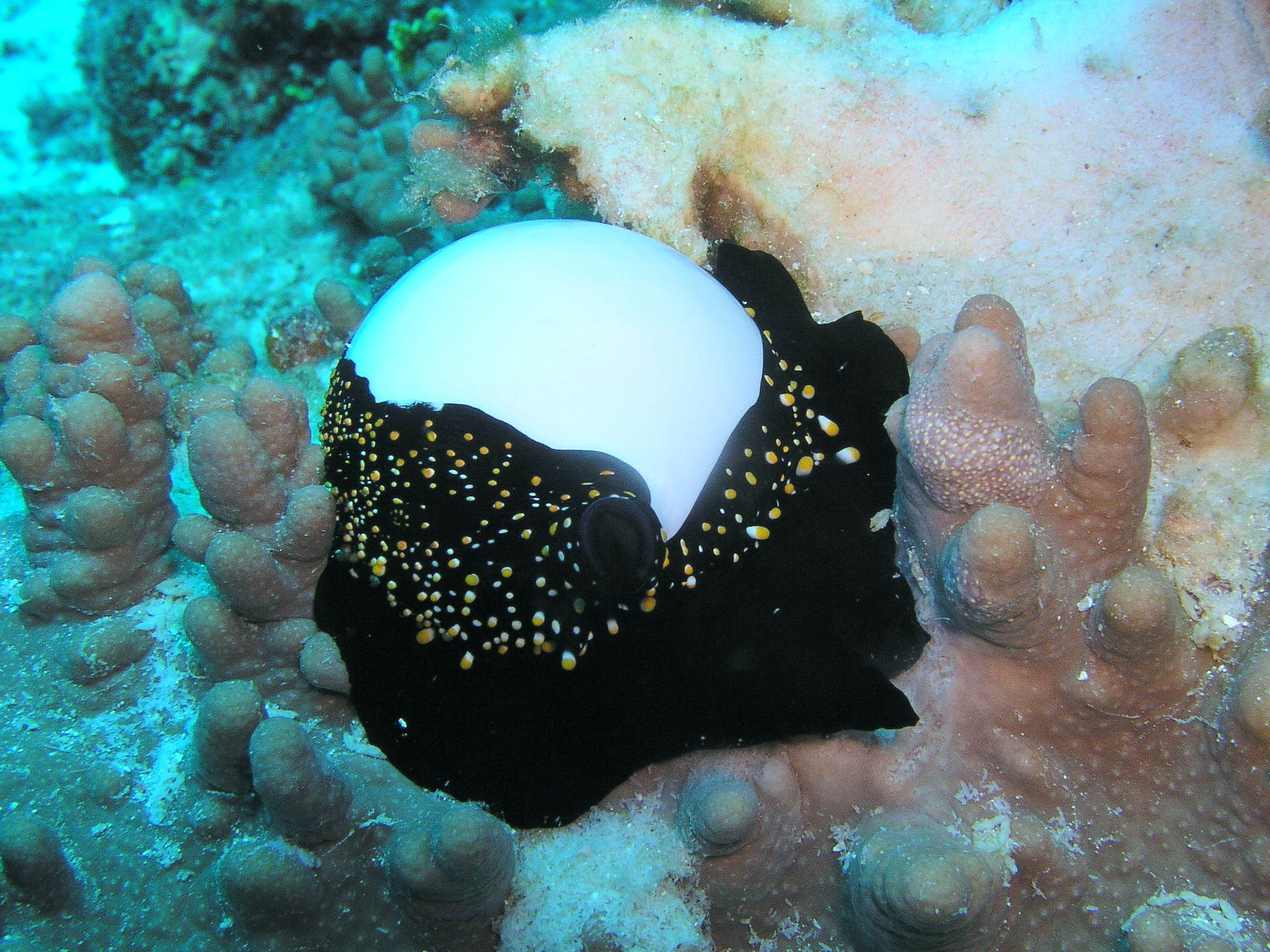
Ovula ovum